# Cour de cassation (Côte d'Ivoire)
Pour les autres articles nationaux ou selon les autres juridictions, voir Cour de cassation.
La Cour de cassation est la juridiction la plus élevée de l'ordre judiciaire en Côte d'Ivoire. Elle est l'équivalent du Conseil d'État, qui est la juridiction la plus élevée de l'ordre administratif ivoirien. C'est une juridiction permanente, qui siège à Abidjan.
Aux termes de l'article 139 de la Constitution, « le pouvoir judiciaire est indépendant du pouvoir exécutif et du pouvoir législatif ».
L'article 143 prévoit l'existence de juridictions suprêmes : une Cour de cassation, un Conseil d’État, et une Cour des comptes ainsi que des Cours d'appels et des tribunaux.

## Histoire
En réalité la Cour de cassation n'existe que dans la constitution. En effet, dans la pratique, la Cour suprême demeure en état avec ses trois chambres : judiciaire (destinée à devenir Cour de cassation) administrative (Conseil d'État) des comptes (Cour des comptes).
La Cour suprême a à sa tête un président et trois vice présidents (présidents de chambre). La chambre judiciaire est juge en cassation des affaires civiles, commerciales (excit OHADA) et pénales. Elle juge en droit et en fait. Contrairement à la Cour de cassation française qui ne connaît pas des faits mais veille uniquement à la bonne application de la loi, la chambre judiciaire, qui connait des pourvois en cassation formés contre les décisions juridictionnelles rendues en dernier ressort, lorsqu'elle casse la décision dont pourvoi, elle évoque l'affaire dont elle est saisie. Elle analyse donc les faits, les qualifie ou requalifie et applique la règle de droit appropriée. Toutefois le renvoi est obligation : a) en cas de cassation pour incompétence, la chambre judiciaire renvoie l'affaire à la juridiction compétente ; b) en cas de cassation d'une décision intervenue sur l'action publique, la chambre judiciaire renvoie l'affaire devant une juridiction de même nature expressément désignée ou devant la même juridiction autrement composée.
Les arrêts de cassation de la chambre judiciaire peuvent faire l'objet d'un recours devant la même chambre. Dans ce cas, le président de la cour suprême saisit par ordonnance de renvoi avec indication de la date d'audience, la chambre judiciaire qui statue toutes formations réunies. Cet arrêt est insusceptible de recours. Elle est membre de l'Association des hautes juridictions de cassation des pays ayant en partage l'usage du français.

## Compétences
La Cour de cassation est un juge du droit : elle veille au respect de la loi. Elle peut ainsi prononcer la cassation d'une décision de justice. Cependant, il ne s'agit pas d'un troisième degré de juridiction : la Cour reprend les faits tels qu'ils ont été établis par une juridiction inférieure, et n'a de rôle qu'en ce qui concerne l'application du droit à ces faits.

## Relations avec des juridictions étrangères
La Cour de cassation est membre de l'Association des hautes juridictions de cassation des pays ayant en partage l'usage du français.